# Dorilla in Tempe
Dorilla in Tempe és un melodramma eroico pastorale en tres actes del compositor Antonio Vivaldi sobre un llibret italià d'Antonio Maria Lucchini. L'òpera es va estrenar al Teatro Sant'Angelo de Venècia el 9 de novembre de 1726. Vivaldi més tard va revisar l'òpera nombroses vegades per diverses actuacions al llarg de la segona meitat de la seva carrera.

## Representacions
Dorilla in Tempe va ser ben rebuda a l'estrena i va esdevenir una de les favorites del compositor. L'òpera va ser la primera feina en la que Vivaldi incloïa en l'elenc a la mezzosoprano Anna Girò, qui va establir al llarg dels anys un gran amistat i una societat professional. L'òpera era també notable pels seus aspectes visuals, presumint d'un dels més elaborats conjunts (d'Antonio Mauro) en la història de l'òpera fins a aquell moment i per la seva coreografia bonica de Giovanni Galletto.
El 1728 l'òpera va ser reviscuda al petit Teatro San Margherita de Venècia amb un text gairebé idèntic, i un altre cop a Praga al Sporck Teatre la primavera de 1732, aquesta vegada amb alteracions substancials al llibret. Durant el Carnaval de 1734 l'òpera va ser reviscuda al Teatro San Angelo, ara com a pasticcio utilitzant música recent d'altres compositors, incloent Hasse, Giacomelli i Leo.

## Música
L'única partitura supervivent de Dorilla in Tempe es va localitzar a Torí, i pertany a la producció del pastiche de 1734. Afortunadament, la partitura inclou no només les moltes insercions a l'òpera sinó també diversos fragments esborrats en produccions més primerenques. Inusualment per les composicions operístiques de Vivaldi, la simfonia s'enllaça clarament amb el començament de l'òpera, i la música del seu moviment final és una versió en do major de l'obertura del concert de Primavera que reapareix en el cor d'obertura de l'òpera, apropiadament elogiant la primavera. L'òpera mostra una naturalesa pastoral, particularment en la seva part coral i en la música de ballet, que es barregen amb elements heroics, com en les elaborades celebracions del final del segon acte, on una cacera és acompanyada per la inevitable trompa.

## Rols
| Funció                                                                   | Tipus de veu        | Premiere Llançat, 9 novembre 1726 |
| ------------------------------------------------------------------------ | ------------------- | --------------------------------- |
| Dorilla, filla de Admeto, enamorat amb Elmiro                            | soprano             | Angela Capuano, "la Capuanina"    |
| Admeto, Rei de Thessaly                                                  | baix                | Lorenzo Moretti                   |
| Nomio/Apollo, el déu Apollo disguised com a pastor, enamorat amb Dorilla | contralto castrato  | Filippo Finazzi                   |
| Elmiro, un pastor, enamorat amb Dorilla                                  | soprano (travestit) | Maria Maddalena Pieri             |
| Eudamia, una nimfa, enamorat amb Elmiro                                  | mezzo-soprano       | Anna Girò                         |
| Filindo, enamorat amb Eudamia                                            | contralto castrato  | Domenico Giuseppe Galletti        |

## Enregistraments
- 1994 Dorilla: María Cristina Kiehr, Elmiro: John Elwes, Admeto: Philippe Cantor, Nomio/Apollo: Jean Nirouët. Ensemble Barroc de Niça, Gilbert Bezzina Opéra de Maco 1994,2008[2]